# Martin Heinrich
Martin Trevor Heinrich (Fallon, 17 ottobre 1971) è un politico statunitense, attuale senatore per lo stato del Nuovo Messico dal 2013 e in precedenza membro della Camera dei Rappresentanti per lo stesso stato dal 2009 al 2013.

## Biografia
Laureato in scienze e ingegneria all'Università del Missouri, dopo gli studi lavorò per un ente no-profit e in seguito fondò un proprio studio di consulenze sulla politica pubblica.
Dal 2003 al 2007 fu membro del consiglio comunale di Albuquerque, ricoprendone anche il ruolo di presidente.
Nel 2008 si candidò alla Camera dei Rappresentanti sfidando la deputata repubblicana Heather Wilson, in carica da cinque mandati. Quell'anno però la Wilson decise di non cercare la rielezione per candidarsi al Senato e quindi Heinrich affrontò il meno famoso Darren White. Grazie al sostegno di Barack Obama, Heinrich riuscì a vincere le elezioni con il 55.5% dei voti, divenendo il primo democratico a rappresentare questo distretto congressuale. Fu poi rieletto per un altro mandato nel 2010.
Nel 2012 Heinrich si candidò al Senato per il seggio di Jeff Bingaman, che aveva deciso di andare in pensione. Alle elezioni Heinrich affrontò la Wilson e riuscì a sconfiggerla con un ampio margine, divenendo senatore. Nel 2018 viene rieletto per un secondo mandato
Heinrich fa parte della New Democrat Coalition ed è quindi di ideologia quasi centrista. Durante la campagna elettorale per il Congresso fu un accanito oppositore della guerra in Iraq; in occasione della rielezione fu sostenuto dalla National Rifle Association of America.